# Viburnum rafinesquianum
Viburnum rafinesquianum är en desmeknoppsväxtart som beskrevs av Schultes. Viburnum rafinesquianum ingår i släktet olvonsläktet, och familjen desmeknoppsväxter. Inga underarter finns listade i Catalogue of Life.